# Collegio di Stone, Great Wyrley and Penkridge
Stone, Great Wyrley and Penkridge è un collegio elettorale inglese situato nello Staffordshire, nelle Midlands Occidentali, rappresentato alla Camera dei comuni del Parlamento del Regno Unito. Elegge un membro del parlamento con il sistema first-past-the-post, ossia maggioritario a turno unico; l'attuale parlamentare è Gavin Williamson del Partito Conservatore, che rappresenta il collegio dal 2024.

## Estensione
Il collegio è costituito dai seguenti ward elettorali:
- nel distretto di South Staffordshire: Brewood, Coven and Blymhill; Cheslyn Hay Village; Essington; Featherstone, Shareshill and Saredon; Great Wyrley Landywood; Great Wyrley Town; Huntington and Hatherton; Lapley, Stretton and Wheaton Aston; Penkridge North and Acton Trussell e Penkridge South and Gailey;
- nel borgo di Stafford: Haywood and Hixon; Milford; Milwich; St. Michael's and Stonefield; Walton.

## Membri del parlamento
| Elezione | Elezione | Deputato         | Partito      |
| -------- | -------- | ---------------- | ------------ |
|          | 2005     | Gavin Williamson | Conservatore |

## Elezioni

### Elezioni negli anni 2020
| Partito                    | Partito                                         | Candidato                  | Risultati 4 luglio 2024 | Risultati 4 luglio 2024 |
| Partito                    | Partito                                         | Candidato                  | Voti                    | %                       |
| -------------------------- | ----------------------------------------------- | -------------------------- | ----------------------- | ----------------------- |
|                            | Conservatore                                    | Gavin Williamson           | 19 880                  | 46,48                   |
|                            | Laburista                                       | Jacqueline Brown           | 14 414                  | 33,70                   |
|                            | Lib Dem                                         | Sam Harper-Wallis          | 2 952                   | 6,90                    |
|                            | UKIP                                            | Janice MacKay              | 2 638                   | 6,17                    |
|                            | Verdi                                           | Danni Braine               | 2 236                   | 5,23                    |
|                            | Social Democratico                              | Alexander Bramham          | 650                     | 1,52                    |
|                            |                                                 |                            |                         |                         |
| Iscritti                   | Iscritti                                        | Iscritti                   | 71 570                  | 100,00                  |
| ↳ Votanti (% su iscritti)  | ↳ Votanti (% su iscritti)                       | ↳ Votanti (% su iscritti)  | 42 770                  | 59,76                   |
| ↳ Astenuti (% su iscritti) | ↳ Astenuti (% su iscritti)                      | ↳ Astenuti (% su iscritti) | 28 800                  | 40,24                   |
|                            |                                                 |                            |                         |                         |
|                            | Esito: collegio a Conservatore (nuovo collegio) |                            |                         |                         |